# Caudiel
Caudiel és un municipi del País Valencià que es troba a la comarca de l'Alt Palància.
Limita amb Benafer, La Font de la Reina, Gaibiel, Figueres, Xèrica, Montant, Pavies, Pina i Vilanova de la Reina.

## Geografia
El municipi compta amb elevacions importants, com ara la serra d'Espina, el Pico del Buitre (1.158 m), las Palomas (1.155) o la Tejavana (1.074). Els barrancs de los Majanos, el Moro, los Navarros i altres fan una aportació hídrica important que es reflectix en la gran quantitat de fonts i brolladors que hi ha per tot el municipi (la Fuensanta, la Cuenca, el Collao, el Cerrao, etc.) i que desaigüen al riu Palància. També hi ha força paratges dignes de visitar com ara la Torre del Molino, el parc de la Grieta, el barranc de Juésar o les pedreres de Gullirno en la serra de Caudiel.

## Història
Hi ha troballes que evidencien que Caudiel ja estava poblat en l'edat del bronze a les coves de l'Alcabaira, de la Rocha i del Generoso. També hi ha restes iberes a l'Alcabaira i el Castillarejo, així com vestigis dels romans (monedes i una inscripció en la Peña del Letrero) i dels àrabs en el nucli urbà. En 1235 hi arribaren els cristians; el 9 de març de 1255 Jaume I (1208-1276) va crear per a Teresa Gil de Vidaure el senyoriu de Xèrica, el qual va passar el 4 de setembre d'eixe any al seu fill Jaume Pérez (1255?-1285), qui s'atorgà l'apel·latiu de Jaume I de Xèrica; en 1276 el rei conqueridor atorgà el privilegi de protecció a la comunitat àrab que hi quedava; en 1289 el senyoriu passa a Jaume II de Xèrica; arran de la guerra de Castella els mudèjars van ser expulsats i el senyor vigent, Joan Alfons de Xèrica, va repoblar la vila amb cristians vells, amb la consegüent concessió de carta de poblament i creació del municipi de Caudiel el 30 d'agost de 1367.
L'any 1429, juntament amb Viver, fon venuda per Joan de Navarra a Francesc Zarzuela, i en 1500 era son senyor Manel Exarch; en 1526 a instàncies de Jeroni Pérez Arnal, el virrei de València, Ferran d'Aragó, duc de Calàbria, fortificà la població; l'11 de novembre de 1538 el virrei va adquirir-la i a la seua mort la va heretar el monestir de Sant Miquel dels Reis, que va romandre en el seu poder fins a l'extinció dels senyorius el 25 de juny de 1820. Durant les guerres carlines fon la seu de les tropes lliberals.

## Demografia
| 1900  | 1910  | 1920  | 1930  | 1940  | 1950  | 1960  | 1970 | 1981 | 1991 | 2000 | 2004 | 2005 | 2007 | 2012 |
| ----- | ----- | ----- | ----- | ----- | ----- | ----- | ---- | ---- | ---- | ---- | ---- | ---- | ---- | ---- |
| 1.768 | 1.849 | 1.588 | 1.417 | 1.286 | 1.311 | 1.103 | 930  | 618  | 666  | 695  | 704  | 701  | 714  | 739  |

## Economia
L'economia es basa en la pobra agricultura de secà comuna a tot l'Alt Palància: pinedes, oli d'oliva i, sobretot, cirera. Junt amb l'agricultura destaca el sector de la construcció i activitats afins (manyeria, fusteria, entre altres), així com el sector servicis (hostaleria, comerç, etc.), les quals constituïxen les principals fonts d'activitat i ocupació. També s'ubica en el seu terme una petita fàbrica de caragols.

## Alcaldia
Des de 2015 l'alcalde de Caudiel és Antonio Martínez Fernández del Partit Popular (PP).
| Període                       | Alcalde o alcaldessa         | Partit polític | Data de possessió | Observacions |
| ----------------------------- | ---------------------------- | -------------- | ----------------- | ------------ |
| 1979–1983                     | Vicente Catalán Palomar      | GIC            | 19/04/1979        | --           |
| 1983–1987                     | Vicente Catalán Palomar      | AP-PDP-UL-UV   | 28/05/1983        | --           |
| 1987–1991                     | Manuel Lucas Villanueva      | AP             | 30/06/1987        | --           |
| 1991–1995                     | Manuel Lucas Villanueva      | PP             | 15/06/1991        | --           |
| 1995–1999                     | José Manuel Moliner Rivelles | PP             | 17/06/1995        | --           |
| 1999–2003                     | José Manuel Moliner Rivelles | PP             | 03/07/1999        | --           |
| 2003–2007                     | Isidro Esteban Pérez         | PSPV-PSOE      | 14/06/2003        | --           |
| 2007–2011                     | Miguel Silvestre Urban       | PP             | 16/06/2007        | --           |
| 2011–2015                     | Miguel Silvestre Urban       | PP             | 11/06/2011        | --           |
| 2015–2019                     | Antonio Martínez Fernández   | PP             | 13/06/2015        | --           |
| 2019-2023                     | Antonio Martínez Fernández   | PP             | 15/06/2019        | --           |
| Des de 2023                   | n/d                          | n/d            | 17/06/2023        | --           |
| Fonts: Generalitat Valenciana |                              |                |                   |              |

## Monuments

### Monuments religiosos
- Convent de Carmelites Descalces. Del segle xvii.

Convent barroc, envoltat per un llarg i imponent mur. Exemple del barroc valencià amb un altar tallat en fusta.
Com que és un monestir de clausura, l'interior no pot visitar-se excepte l'església i el cor baix, que està situat al costat del presbisteri, on es pot apreciar la magnífica pavimentació en rajola valenciana del segle xvii. El llegat artírtic del convent és notable, destacant una imatge de la Immaculada, policromada, atribuïda al cercle d'Esteve Bonet, diversa iconografia murillesca i un Ecce Homo vinculat a Joan de Joanes.
- Ermita del Socós o de Sant Roc. Del segle xv.

Compta amb una sola nau de planta rectangular. Va ser construït mitjançant el sistema d'arcs diafragmàtics i sostre de fusta. Els arcs són de pedra sostinguts mitjançant pilastres i mènsules motlurades, sent el primer d'ells apuntat i el segon de mig punt. Al principi se li va donar el nom de Sant Abdó i Senent; posteriorment del Socós, i ha arribat ha els nostres dies amb el nom de Sant Roc. S'hi van instal·lar ordes religiosos com els dels Agustins i les Carmelites en els segles XV i XVII.
- Església de Sant Joan Baptista i Santuari de la Verge del Xiquet Perdut. Del segle xvii. Exemple de barroc valencià.

L'església és una àmplia nau en forma de creu amb capelles claustrals comunicades entre si i cúpula de mitjana taronja, tot això d'un refinat estil barroc amb extraordinària decoració d'ordre compost. La capella de la Verge és una volta de canó amb un gran arc atrompetat i una cúpula en el centre de l'estança.
El retaule de l'altar té una decoració molt recarregada; catorze llenços completen l'estança. El Camarí de la Verge destaca per la seua riquíssima decoració sobrecarregada. Sobreïx de manera fastuosa el retaule, tot decorat en or. És destacable el sòcol revestit de rajola alcorina, més set llenços, obres del pintor manxec Gaspar de la Huerta, resultant tot el conjunt possiblement el millor exponent del barroc valencià.
És de destacar la petita imatge de la Verge del Xiquet Perdut, coneguda popularment com la Verge del Colmillo, coneguda així per estar llaurada en un ullal d'elefant. Data del segle xv, és de petita factura, 27 centímetres, i el seu valor és incalculable. Diu la tradició que Sant Vicent Ferrer va dur esta imatge amb ell en les seues missions d'apostolat i predicació. Va arribar a Caudiel de mans dels Agustins en 1627.

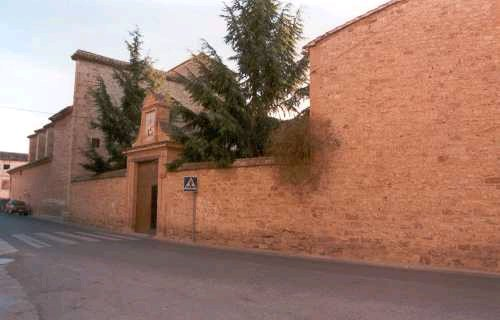
Convent de Carmelites Descalces
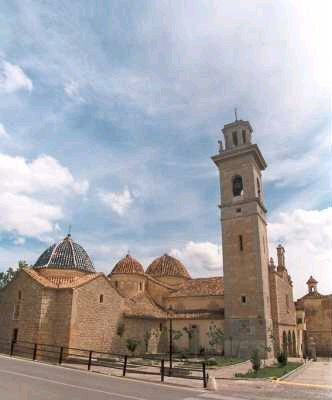
Església
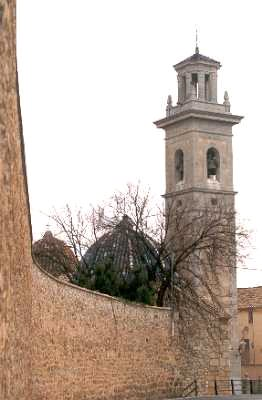
Església

### Monuments civils
- Torre d'Hanníbal. Del segle ii aC.

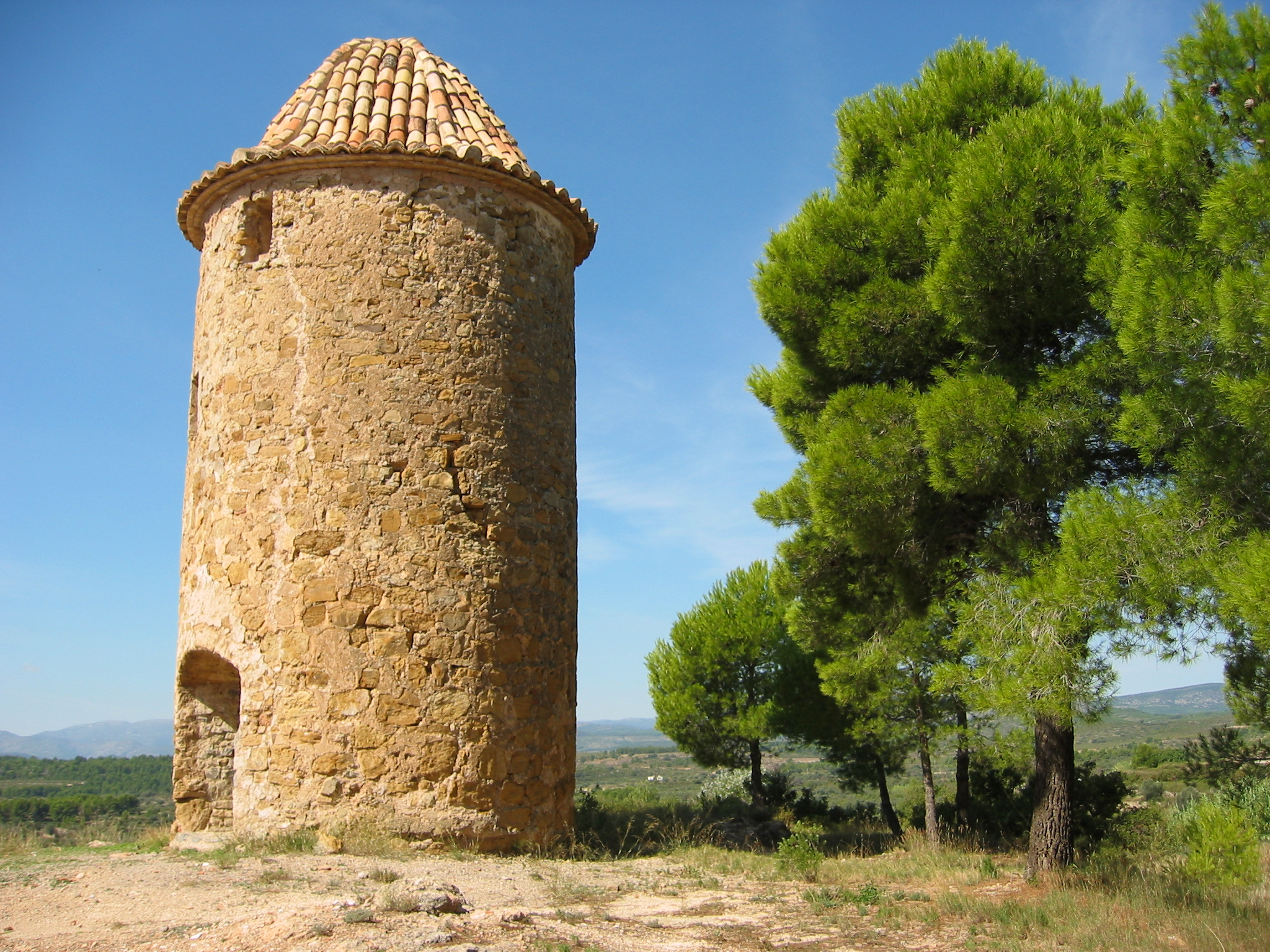
Torre d'Hanníbal

Coneguda també com la Torre del Molí. El nom popular que se li atorga de Torre d'Hanníbal es deu a una llegenda que conta que este militar cartaginés va viure per la zona durant dos anys mentre preparava l'atac i la destrucció de Sagunt. Va ser utilitzada en el període de dominació musulmana i en els primers temps de la reconquesta cristiana. En aquella època fon una torre defensiva vinculada a la frontera del castell de Xèrica.
Té forma troncònica, està coberta per una cúpula revestida de teules rogenques, encara que originalment va ser una coberta plana i emmerletada. L'interior està estructurat en tres altures. La planta baixa va ser utilitzada com a aljub. El material emprat és un conglomerat de pedra i calç que unix els blocs de pedres regulars. En la torre s'han trobat tombes i monedes. Els aspectes ornamentals no es conserven. En la frontera s'observa una fornícula que va poder correspondre a una finestra. Possiblement el buit d'accés a la torre no correspon a l'entrada original que hagué d'efectuar-se per un buit obert a major altura i que hui dia es troba encegat.
- Muralles de Caudiel.

Les restes tot just perceptibles de les antigues muralles mostren que degueren ser derrocades en els primers temps de la reconquesta. Actualment es troben integrades en diverses cases de la localitat.

## Llocs d'interés
- Barranc del Gullirno. Microrreserva de flora.
- Via verda d'Ojos Negros.

## Festes i celebracions
- Festa de les cireres. Se celebra el primer cap de setmana de juny; s'hi oferix la degustació de cireres i s'organitza un mercadet popular. A més, la nit s'amenitza amb una revetla popular.
- Festes patronals. Se celebren al voltant del 7 de setembre en honor de la Verge del Xiquet Perdut.
- Sant Antoni. Té lloc el 17 de gener.
- Santa Úrsula. Romiatge al manantial el 21 d'octubre.